# ۱۵۱۴ (میلادی)
۱۵۱۴ (میلادی) هزار و پانصد  و چهاردهمین سال تقویم میلادی است.

## رویدادها
- ۲۳ اوت ۱۵۱۴ در نبرد چالدران بین ایران و عثمانی سلطان سلیم بر شاه اسماعیل یکم پیروز شد.

## درگذشتگان
- ۱۱ مارس – دوناتو برامانت، معمار و نقاش ایتالیایی (ز. ۱۴۴۴)